# День сотрудничества Юг-Юг Организации Объединённых Наций
День сотрудничества Юг-Юг Организации Объединённых Наций (на других официальных языках ООН: англ.  United Nations Day for South-South Cooperation, исп. Día de las Naciones Unidas para la Cooperación Sur-Sur, фр. la Journée de Nations Unies pour la coopération Sud-Sud)  — отмечается по постановлению Генеральной Ассамблеи ООН (Резолюция №  A/RES/58/220) ежегодно, 19 декабря, начиная с 2004 года. В этот день в  1978 году Генеральная Ассамблея ООН одобрила Буэнос-Айресский план действий по развитию технического сотрудничества между развивающимися странами. 22 декабря 2011 года Генеральная Ассамблея своим решением 66/550 постановила, что, начиная с 2012 года, этот День переносится с 19 декабря на 12 сентября в ознаменование принятия в 1978 году Конференцией ООН по техническому сотрудничеству между развивающимися странами Буэнос-Айресского плана действий по развитию и осуществлению технического сотрудничества между развивающимися странами.
Под сотрудничеством Юг-Юг понимается сотрудничество между развивающимися странами. В резолюции Генеральной Ассамблеи признаётся, что развивающиеся страны несут главную ответственность за сотрудничество Юг-Юг, но одновременно указывается на необходимость оказания мировым сообществом содействия развивающимся странам в расширении сотрудничества. Сотрудничество Юг-Юг ни в коей мере не должно подменять сотрудничество Север-Юг.
В своём послании, посвящённом Дню сотрудничества Юг-Юг в 2005-м году, Генеральный секретарь ООН отмечая существенные достижения в сотрудничестве между развивающимися странами, указывает, что потенциал сотрудничества далеко не исчерпан.

## Ежегодные темы Дня сотрудничества
- 2016 г. — «Инкубатор партнерств по климату для стран Юга»
- 2006 г. — «Новая динамика отношений по линии Юг-Юг и трехсторонние партнерства в целях развития»
- 2005 г. — «Достоинства стран Юга: разнообразие и творческие способности»
- 2004 г. — «Достижение Целей в области развития путём сотрудничества Юг-Юг»